# IFPI 그리스
IFPI 그리스는 IFPI의 그리스 지부이며, 그리스의 공식 차트의 발표와 골드 디스크 인정을 하는 조직이다. 현재 앨범 판매 상위 75위 집계 발표를 하고 있다.

## 같이 보기
- 국제 음반 산업 협회
- 음반 판매 인증 목록